# Parc Nacional Jigme Dorji
El parc nacional Jigme Dorji és el segon parc nacional més gran de país asiàtic de Bhutan, rep el nom de l'antic rei Jigme Dorji Wangchuck. Ocupa gairebé tot el Districte de Gasa, així com les zones nord del districte de Thimphu, districte de Paro, districte de Punakha i districte de Dzong de Wangdue Phodrang. Va ser establert el 1974 i s'estén sobre una àrea de 4.316 km², que permet abastar les tres zones climàtiques de Bhutan, que van des d'una elevació de 1.400 fins a més de 7.000 metres. Hi viuen al voltant de 6.500 persones en 1.000 llars, que sobreviuen amb l'agricultura de subsistència i la ramaderia.
Està catalogat com un lloc provisional a la Llista Indicativa de Bhutan per a la inclusió de la UNESCO.

## Flora i fauna
El parc proporciona un santuari per a 37 espècies de mamífers conegudes entre les quals hi ha diverses espècies en perill d'extinció, amenaçades o vulnerables, com ara el taquin, el lleopard de la neu, la pantera nebulosa, el tigre de Bengala, el bàral, el cérvol mesquer fosc, l'ós negre de l'Himàlaia, el panda vermell comú, gos salvatge d'Ussuri (Cuon alpinus alpinus), i el linsang tacat. També acull el lleopard indi (Panthera pardus fusca), el serau de l'Himàlaia, el sambar, el muntíac, el gòral, la marmota, la pica i més de 300 espècies d'aus. És també l'únic parc de Bhutan on coexisteixen l'animal nacional (taquin), la flor nacional (rosella), l'ocell nacional (corb) i l'arbre nacional (xiprer).

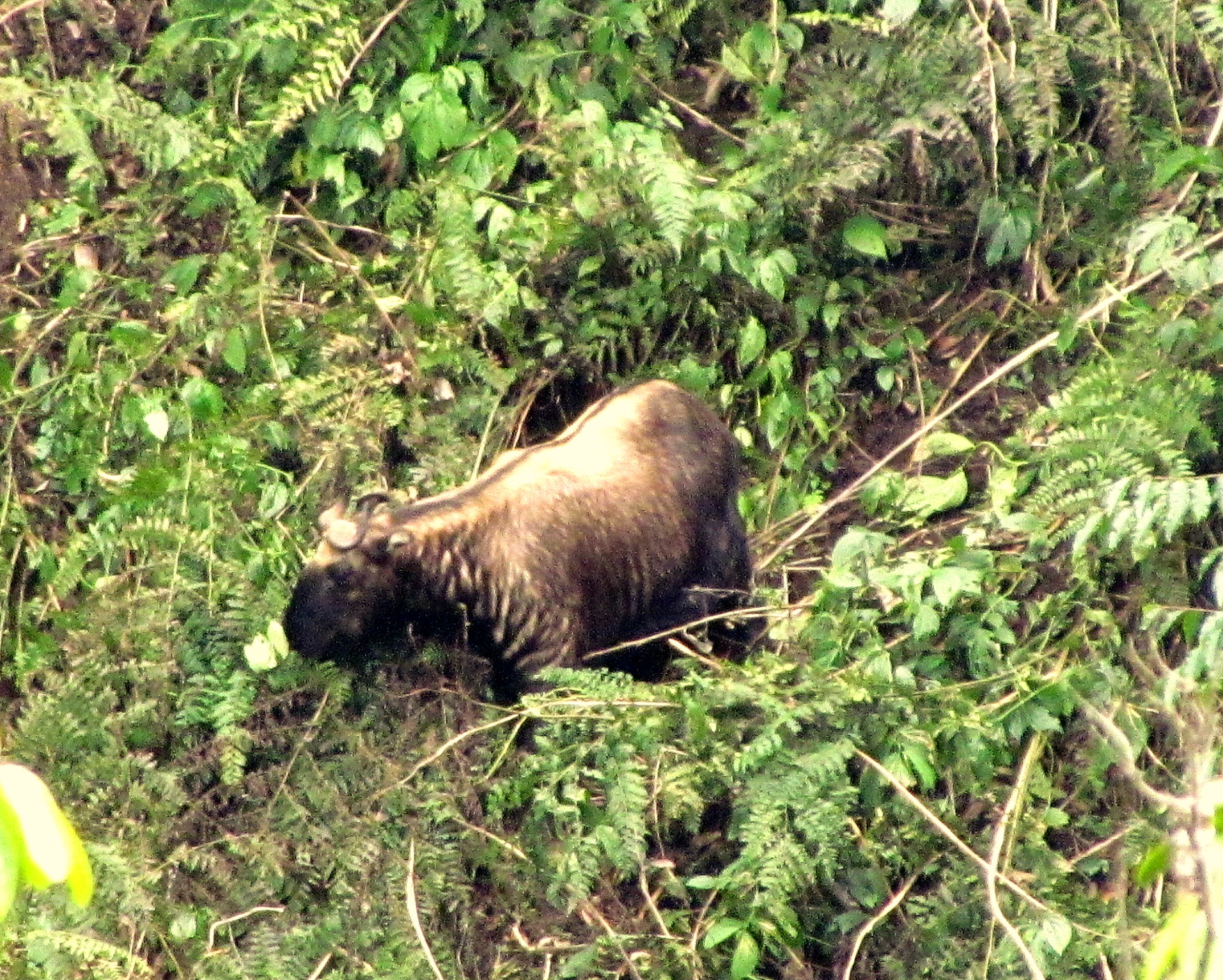
Taquin entre la vegetació del parc Jigme Dorji.

## Glaceres
El parc nacional Jigme Dorji cobreix la major part del nord del districte de Gasa, incloent la major part dels Gewogs de Lunana i Laya. Aquests gewogs són el lloc d'algunes de les glaceres més notables i precàries de Bhutan. Aquestes glaceres s'han descongelat significativament al llarg de la història registrada, provocant inundacions letals i destructives del llac glacial. Entre les glaceres i els llacs glacials del parc són Thorthormi, Luggye, i Teri Kang. A mesura que les temporades ho permeten, els camps temporals de treballadors fan labors dins del parc per reduir els nivells d'aigua per tal de minvar l'amenaça d'inundació aigües avall.

## Llocs culturals
Jigme Dorji també conté llocs d'importància cultural i econòmica. El Puig Jomolhari i el Puig Jitchu Drake són venerats com a llars de la deïtat local. Les fortaleses de Lingshi Dzong i Gasa Dzong són llocs d'importància històrica. Els rius Mo Chhu, Wangdi Chhu i Pa Chhu tenen les seves fonts en els llacs glacials situats al parc.

## Vegeu

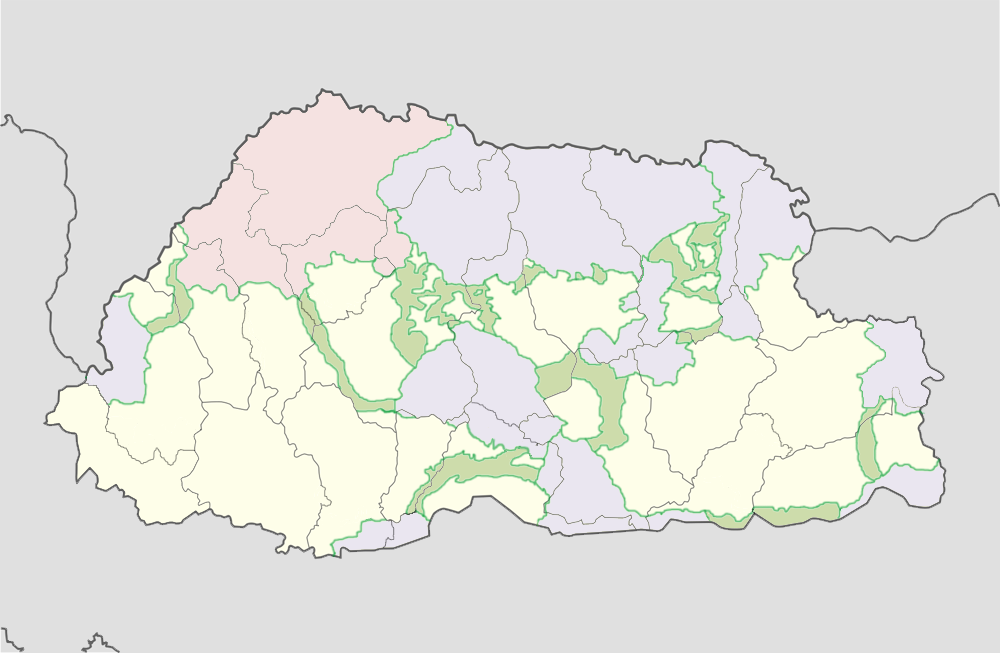
En color rosa, superfície del Parc Jigme Dorji. En gris, altres zones protegides. En verd, corredors biològics.

Zones protegides de Bhutan